# Sistem cuaternar
Un sistem cuaternar este un sistem de numerație în bază 4. Utilizează cifrele 0, 1, 2 și 3 pentru a reprezenta numere reale. Împărtășește multe proprietăți comune cu sistemul de numerație în bază fixă, printre care posibilitatea de a reprezenta orice număr real într-o modalitate unică și posibilitatea de reprezentare a numerelor raționale și iraționale.
O cifră cuaternară conține o cantitate de informație de {\displaystyle \log _{2}4=2} bit.